# 光栄使命
光栄使命とは中華人民共和国のパソコンゲームソフトの名称。人民解放軍が2011年6月20日にリリースしたファーストパーソン・シューティングゲームであり、人民解放軍としては初のオリジナルゲームである。ストーリーはプレーヤーは人民解放軍に所属する一人の兵士となり、「光栄使命」という名の特別軍事訓練に参加するという内容。このゲームが開発された目的には、若い兵士がゲームを通じての軍隊生活を経験することで愛国心を養いつつ兵士としての基礎知識を身につけるという事柄が存在する。
2013年8月1日には「光栄使命OL」という名称の、魚釣島の軍事基地で侵略者を迎え撃つという中国軍としては初のオンラインゲームがリリースされた。